# Världsmästerskapen i landsvägscykling 2018
Världsmästerskapen i landsvägscykling 2018 avgjordes i Innsbruck, Österrike mellan 23 och 30 september 2018. Det var mästerskapens 91:a upplaga och arrangerades av UCI.

## Medaljörer

### Elittävlingar
| Damer        | Guld | Guld       | Silver | Silver  | Brons | Brons     |
| Linjelopp    | Anna van der Breggen · Nederländerna | 4:11.04    | Amanda Spratt · Australien | + 3.42  | Tatiana Guderzo · Italien | + 5.26    |
| Tempolopp    | Annemiek van Vleuten · Nederländerna | 34.25,36   | Anna van der Breggen · Nederländerna | + 28,99 | Ellen van Dijk · Nederländerna | + 1.25,19 |
| Lagtempolopp | Canyon–SRAM Alena Amialiusik (BLR) · Alice Barnes (GBR) · Hannah Barnes (GBR) · Elena Cecchini (ITA) · Lisa Klein (GER) · Trixi Worrack (GER) | 1:01.46,60 | Boels–Dolmans Chantal Blaak (NED) · Karol-Ann Canuel (CAN) · Amalie Dideriksen (DEN) · Christine Majerus (LUX) · Amy Pieters (NED) · Anna van der Breggen (NED) | +21,90  | Team Sunweb Stephanie Gaumnitz (GER) · Leah Kirchmann (CAN) · Liane Lippert (GER) · Pernille Mathiesen (DEN) · Coryn Rivera (USA) · Ellen van Dijk (NED) | +28,67    |

| Herrar       | Guld | Guld       | Silver | Silver    | Brons | Brons     |
| Linjelopp    | Alejandro Valverde · Spanien | 6:46.41    | Romain Bardet · Frankrike | s.t.      | Michael Woods · Kanada | s.t.      |
| Tempolopp    | Rohan Dennis · Australien | 1:03.02,57 | Tom Dumoulin · Nederländerna | + 1.21,09 | Victor Campenaerts · Belgien | + 1.21,62 |
| Lagtempolopp | Quick-Step Floors Kasper Asgreen (DEN) · Laurens De Plus (BEL) · Bob Jungels (LUX) · Yves Lampaert (BEL) · Maximilian Schachmann (GER) · Niki Terpstra (NED) | 1:07.25,94 | Team Sunweb Tom Dumoulin (NED) · Chad Haga (USA) · Wilco Kelderman (NED) · Søren Kragh Andersen (DEN) · Michael Matthews (AUS) · Sam Oomen (NED) | +18,46    | BMC Racing Team Patrick Bevin (NZL) · Damiano Caruso (ITA) · Rohan Dennis (AUS) · Stefan Küng (SUI) · Greg Van Avermaet (BEL) · Tejay van Garderen (USA) | +19,55    |

### U-23-tävlingar
| Herrar    | Guld                   | Guld     | Silver                    | Silver  | Brons                       | Brons   |
| Linjelopp | Marc Hirschi · Schweiz | 4:24.05  | Bjorg Lambrecht · Belgien | + .15   | Jaakko Hänninen · Finland   | + .15   |
| Tempolopp | Mikkel Bjerg · Danmark | 32.31,05 | Brent Van Moer · Belgien  | + 33,47 | Mathias Norsgaard · Danmark | + 38,30 |

### Juniortävlingar
| Damjunior | Guld                                 | Guld     | Silver                    | Silver | Brons                             | Brons   |
| Linjelopp | Laura Stigger · Österrike            | 1:56.26  | Marie le Net · Frankrike  | s.t.   | Simone Boilard · Kanada           | s.t.    |
| Tempolopp | Rozemarijn Ammerlaan · Nederländerna | 27.02,95 | Camilla Alessio · Italien | + 6,80 | Elynor Bäckstedt · Storbritannien | + 17,94 |

| Herrjunior | Guld                      | Guld     | Silver                      | Silver    | Brons                         | Brons     |
| Linjelopp  | Remco Evenepoel · Belgien | 3:03.49  | Marius Mayrhofer · Tyskland | + 1.25    | Alessandro Fancellu · Italien | + 1.38    |
| Tempolopp  | Remco Evenepoel · Belgien | 33.15,24 | Lucas Plapp · Australien    | + 1.23,66 | Andrea Piccolo · Italien      | + 1.37,62 |